# Le memorie di un dongiovanni
Le memorie di un dongiovanni (Love Nest) è un film del 1951 diretto da Joseph Newman.

## Trama
Jim Scott, che durante la guerra ha mandato regolarmente alla moglie Connie i propri assegni, viene congedato dall'esercito e ritorna a casa. Connie con il denaro ricevuto ha intanto comprato un'intera palazzina, affittandone gli appartamenti e pensa di aver così assicurato a Jim un periodo di tranquillità. La casa però ha bisogno di molte riparazioni, cosicché l'importo degli affitti viene assorbito dalle spese. Inoltre Jim ha in mente un romanzo, ma i numerosi problemi non gli lasciano il tempo di dedicarsi a scriverlo. Tra gli inquilini c'è Patterson, un uomo di mezza età, sedicente perito antiquario, che corteggia la signora Eadie, una vedova ancora piacente, e le dichiara di volerla sposare. Patterson presta del denaro a Jim per evitare la vendita dell'edificio, ma Connie ha dei sospetti sulla provenienza di questo denaro: una sera, con sua grande sorpresa, scopre l'antiquario intento a prodigare mille attenzioni ad un'altra donna e si rende conto che è un dongiovanni che si mantiene truffando ricche vedove con la promessa di sposarle. La tranquilla esistenza di Jim e Connie è turbata anche dall'arrivo di Roberta, ex ausiliaria e compagna d'armi di Jim, e da un intervento del municipio, che minaccia di dichiarare inabitabile la palazzina. Al ritorno dal viaggio di nozze, Patterson, che si è arricchito con una decina di vedove promettendo loro il matrimonio, viene condannato ad un anno e mezzo di carcere e informa la polizia che il denaro dato a Jim era un sistema per pagare il suo silenzio. Jim, una volta raggiuntolo in prigione, lo rimprovera violentemente, ma Patterson ha un piano: detterà a Jim le sue memorie, proponendo dividere a metà i diritti: una metà andrà a Jim, l'altra metà alla signora Eadie. Jim viene rimesso in libertà e riesce a far pubblicare il romanzo, che diventa un grande successo librario. Jim e Connie potranno ristrutturare l'immobile e vivere agiatamente, mentre Patterson, scontata la detenzione, può riunirsi ad Eadie e diventare padre di due gemelli.

## Produzione
Prodotto dalla Twentieth Century Fox Film Corporation.

## Distribuzione

### Data di uscita
Il film venne distribuito in varie nazioni, fra cui:
- Stati Uniti d'America, Love Nest 10 ottobre 1951
- Finlandia, Casanova vuokralaisena 5 giugno 1953

## Accoglienza

### Critica
L'idea tratta da un romanzo Scott Corbett mostra in pellicola molti difetti di base e le poche trovate scorrono inutilmente sotto gli occhi dello spettatore, Marilyn Monroe è ancora alle prese con un ruolo marginale, per l'undicesima volta.